# Горан Мракић
Горан Мракић (Велики Семиклуш, 19. јул 1979) српски је песник и афористичар из Румуније.

## Биографија
Рођен је 19. јула 1979. у Великом Семиклушу, детињство је провео у Варјашу, где је завршио и основну школу. Српску теоретску гимназију Доситеј Обрадовић завршио је 1997. године у Темишвару. Дипломирао је историју 2001. на Западном универзитету у Темишвару. Један је од уредника недељника на српском језику у Румунији Наша реч. Објавио је две збирке песама, заступљен је у 7 антологија песама у Србији и Румунији, објавио је и збирку афоризама. Добитник је награде Радоје Домановић за најбољег српског сатиричара дијаспоре у 2006. години и Вибове награде за сатиру листа „Политика“. Превео је на румунски језик избор афоризама Александра Чотрића „Кратки резови“ 2007. Мракићев рад објављиван је и НИНу, Политици, Носорогу, Етни, Илустрованој Политици. Превођен је на македонски и мађарски. Живи и ради у Темишвару, али је доста активан и у матици.

### Песма „Коло лепенског вира“
У трску камени чобанин свира
свемирско коло Лепенског вира
вучије гнездо овде су свиле
Тројанске мајке – Дунавске виле!
С неба је златно бачено семе.
Огњени народ – Винчи на теме!
Зову нас тамо где наше све је
ветрови хладни Хипербореје.
Рајски хајдуци пију крај друма,
небеских река и тамних шума.
Заставе наше – орлујска крила,
на њима златна четир` оцила!
Вечност се пије из крављег рога
Код свете стене, прве до Бога!